# Quartieri di Lanciano

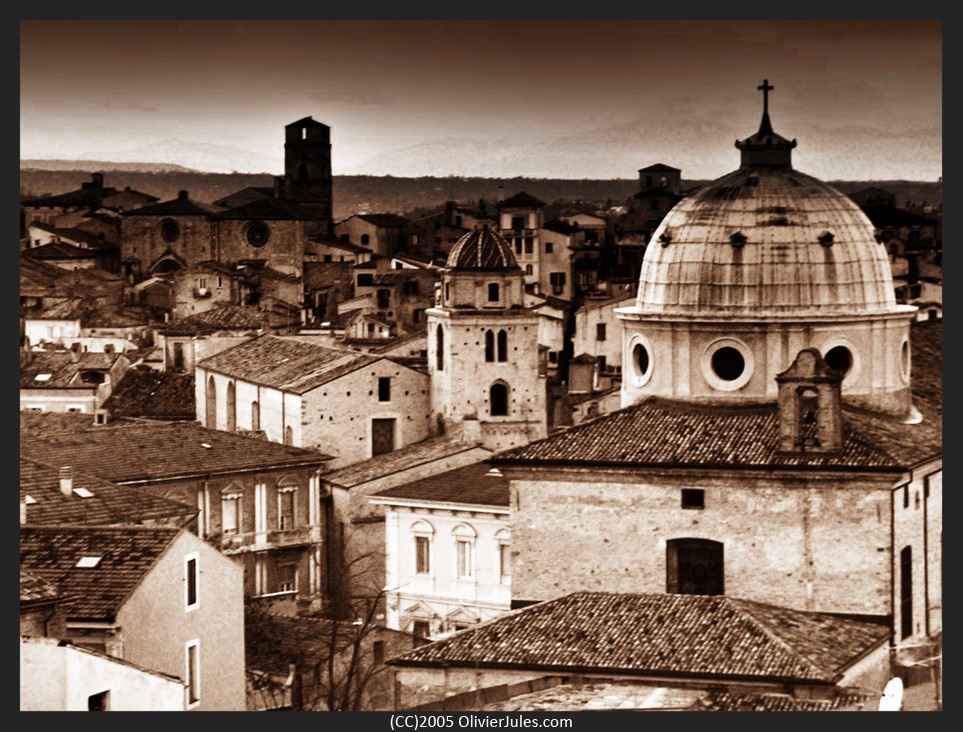
Veduta di Lanciano da via Piave, la Cattedrale e la chiesa di San Francesco

La pagina illustra i quartieri di Lanciano, provincia di Chieti.

## Il centro storico
La parte medievale di Lanciano è suddivisa in quattro quartieri storici, ognuno dei quali ha un proprio stemma ed una propria bandiera. Essi sono:
- Quartiere Borgo: attraversato al centro da Corso Roma e delimitato da Piazza Plebiscito, Largo del Malvò e Via dei Funai, via Fenaroli, via dell'Asilo, via Ravizza, comprende le chiese di San Francesco, del Purgatorio, di Santa Lucia e di Santa Chiara.
- Quartiere Civitanova: si sviluppa intorno a Via Garibaldi, via delle Ripe, via Santa Maria Maggiore, ed ha per confini Largo del Malvò, Largo dell'Appello, via Finamore e la Salita dei Gradoni da Piazza Garibaldi; comprende le chiese di Santa Giovina (Largo dell'Appello con le relative Torri Montanare) e di Santa Maria Maggiore, insieme a vari palazzi storici settecenteschi, inclusa la cinta muraria delle Torri Montanare.
- Quartiere Lancianovecchia: la sua via centrale è Via dei Frentani, mentre i suoi confini sono definiti da Piazza Plebiscito, via dei Bastioni, Piazza dei Frentani, Largo San Lorenzo e da Via degli Agorai; comprende le chiese di Sant'Agostino, di San Biagio la torre di San Giovanni.
- Quartiere Sacca: tagliato al centro dalla parte inferiore di Via Garibaldi, è delimitato da via Cavour, via Umberto I e da Via Valera; comprende le chiese di San Nicola e di San Rocco, oltre a quella degli Angeli oggi di rito ortodosso, e palazzi storici. A sud confina con Piazza Garibaldi.

## Centro nuovo

### Quartiere Trento e Trieste o Piano della Fiera

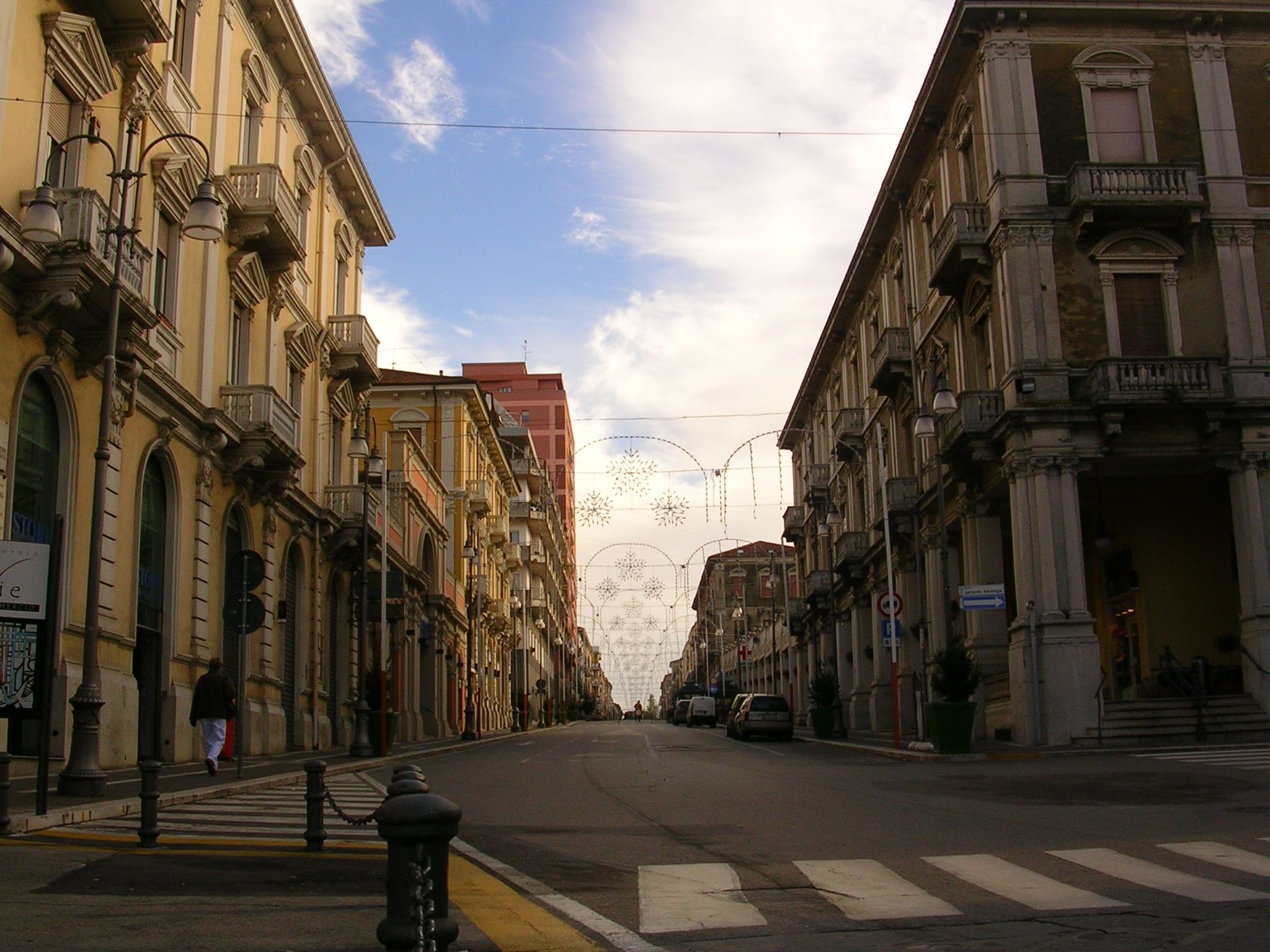
Corso Trento e Trieste visto da Piazza del Plebiscito, in vista a destra i portici del Palazzo Paolini Contento, e a sinistra l'ex River e Palazzo De Simone.

Il nuovo centro principale di Lanciano incominciò a progettarsi dopo il fallimentare tentativo di allargare il borgo medievale, demolendo le mura e alcune chiese, come quelle di San Lorenzo, San Mauro e San Martino, negli anni a cavallo dell'Unità d'Italia. Il primo piano regolatore venne progettato nel 1879 dall'architetto e ingegnere locale Filippo Sargiacomo, che si era occupato anche del restauro di alcune chiese del centro vecchio. L'area scelta per la nuova città borghese fu il piano della Fiera, l'area delle storiche e secolari fiere mercantili che si tenevano in città, che separava il fosso di Piazza Plebiscito e il convento di Sant'Antonio di Padova, area delle fiere, dove esistevano alcune ville e il palazzo della dogana.
Nella zona che attualmente è l'ingresso al viale delle Rose (o Salvo D'Acquisto), nel 1840 fu costruito l'ex ippodromo, dall'ingegner Nicola Maria Talli, successivamente ampliato negli anni '30, e demolito nel 2019 per la progettazione del nuovo parco pubblico "Giuseppe Valente".
L'area della Fiera fino agli anni '10 del Novecento era occupata solo da uno storico convento del XV secolo, illustrato anche nella carta di Lanciano dell'abate Pacichelli: il convento di San Mauro dei Padri Carmelitani, che fu demolito nell'800, meno la chiesa, riadattata a cinematografo negli anni '30, il Cinema Imperiale, demolito poi negli anni '80; la chiesa si affacciava su via De Crecchio e aveva l'abside su via Dalmazia. Oggi della chiesa sopravvive un affresco della Crocifissione, conservato nel museo civico diocesano.
Rispetto al nucleo medievale, il quartiere di Borgo Novecento, col corso Trento e Trieste, incominciato nel 1904 e terminato negli anni '20, è più regolare, scandito da vie a scacchiera, con l'asse principale del corso, e termina nel parco della villa comunale. Oltre al corso, le vie principali sono via Luigi De Crecchio. via Dalmazia, la parallela del corso, ossia il corso Bandiera, via Vittorio Veneto, via Renzetti e viale della Rimembranza, che sfocia nella grande Piazza Unità d'Italia (ex largo della Vittoria). Il viale si fonde successivamente con via Sant'Antonio, che scende fino al convento, da dove poi si snoda la zona moderna di Lanciano. Dietro l'ex ippodromo, sempre nel Novecento fu costruito un villaggio di lavoratori industriali, chiamato Borgo Mancino, ancora oggi in parte conservato, e attraversato dalla ferrovia.
Nel corso del Novecento, anche la zona del viale Cappuccini fu interessata dall'edilizia, dapprima con la costruzione di ville borghesi, e successivamente negli anni '50 con quella di palazzi popolari, comprendendo dunque un secondo principale agglomerato urbano, che si estende a ridosso delle Torri Montanare fino alla zona dello stadio Biondi. Le ville storiche sono Villa Spinelli D'Alessandro, Villa Pace, Villa d'Ovidio Colalè, Villa Carabba, e verso Marcianese Villa Paolucci, quartier generale dei nazisti nel periodo bellico 1943-44.

### Villa delle Rose e ippodromo
Si trova compresa tra il viale Caduti di Nassiryia, viale Sant'Antonio e via Cesare Battisti, raggiungibile anche dal corso Trento e Trieste. La villa è documentata sin dal 1820 circa, quando era una delle prime piste del Regno delle Due Sicilie, dove far correre i cavalli berberi, tradizione che si mantenne in città sino agli anni '80.
Si tratta di due parchi distinti, realizzati dal grande orto del convento di Sant'Antonio nei primi anni del Novecento, la villa vera e propria fu realizzata tra il 1927 e il 1930. La parte della villa lungo viale Cesare Battisti e viale delle Rose porta sino alla stazione, e all'ingresso del corso Trento e Trieste, nel 1929 si è dotata di un ippodromo, attivo sino agli anni 2000 per la corsa dei cavalli, mentre il prato è stato occupato di recente dal campo del velodromo, del basket, mentre un'altra porzione, a ridosso delle tribune con le casette scommesse, è stata dotata di un ampio campo comunale da calcio. La parte verso la chiesa di Sant'Antonio è la villa pubblica tipica del primo Novecento, con una fontana centrale, decorata da piedistalli con statue che ricordano i "kuroi" greco classici, e la vasca grande, dove si trovano le anatre e i cigni.
Si trova anche una voliera. Caratteristica di questa villa è l'ingresso, con le due colonne del cancello ancora molto ben decorate dai fasci littori, elemento simbolico del Ventennio che decora anche i principali tombini del corso Trento e Trieste, realizzati nel 1928 (con l'iscrizione Anno VI), e i fasci della facciata del teatro comunale, rimossi nel 2016 in quanto frutto di una ricostruzione nostalgica del 1996 dei preesistenti del 1939, abbattuti già nel 1943.
La villa durante le feste patronali della Madonna del Ponte in settembre, era il centro delle tradizioni corse dei ciuchi, una sorta di palio locale che attirava scommettitori e turisti dalla provincia, sinché negli anni '80 del Novecento iniziò la decadenza. Nel 2018-19 è avvenuto lo smantellamento dell'ex ippodromo, con il progetto di realizzazione di un nuovo parco cittadino.

### Quartiere Cappuccini
Delimitato dall'omonimo viale, occupa la zona a sud della città, partendo da viale S. Spaventa, all'altezza della chiesa di Santa Chiara (Largo Martiri VI Ottobre 1943), scendendo perpendicolarmente la strada, fino alla contrada di Marcianese. Le principali strade sono viale Cappuccini, viale Marconi, via Martiri VI Ottobre, via Petragnani, via Luigi Galvani, via Belvedere, intersecate con via Meucci, via Colalè, via NicolinoTrozzi, via Alessandro Volta, via G. Ferraris, via Cesare Fagiani, via IV Novembre.
Altre zone di ampia costruzione, che tuttavia malgrado il potenziale non sono state adeguatamente sfruttate, sono quelle a ridotto di contrada Gaeta: via G. Calabrò, piazza Achille Quonzo, viale Decorati al Valor Militare, piazza Domenico Allegrino, via Brigata Maiella, via Rocco Carabba, aree destinate a scuole elementari e a piazzali parcheggio.
Il quartiere, nato già nei primi del '900 con la costruzione di villini di gusto eclettico (villa Spinelli D'Alessandro, villa Colalè, Villa d'Ovidio, villa Pace), negli anni '50 si è pienamente sviluppato con la costruzione di nuovi palazzi, uffici amministrativi, anche, scuole, chiese (quella di San Pietro e quella della Madonna delle Grazie all'inizio di Marcianese), la Banca BPER e lo stadio "Guido Biondi". A sud-est confina con ilo quartiere Santo Spirito mediante lo snodo di via Ferro di Cavallo, con cui è diventata una singola unità per il commercio e i principali poli scolastici, principalmente istituti superiori. Fino agli anni '90 il quartiere è stato il primo grande polo industriale della città, oggi dismesso e dislocato nella zona Santa Calcagna-Pagliaroni, al confine col comune di Rocca San Giovanni, in direzione del casello autostradale.

### Monumenti del quartiere
Villa Pace

Immagine storica di Villa Carabba- Tozzi-Sargiacomo, ancora esistente, lungo via Martiri VI Ottobre, quartiere Cappuccini

fu realizzata negli anni '30 da Donato Villante in chiaro stile decò, con accenni di razionalismo. L'architettura è un omaggio a quella romana di Marcello Piacentini, il volume corposo e severo è a pianta rettangolare, scandito geometricamente da cornici e da paraste rettilinee, e dalle balconate a mezza-luna senza fronzoli e decorazioni di gusto classico.
Villa Carabba-Sargiacomo
sorge sul viale Martiri VI Ottobre, progettata da Filippo Sargiacomo, circondata da un ampio giardino. D a anni abbandonata, è detta dai locali "casa stregata" per via di leggende, e meriterebbe un accurato restauro per il gusto neoclassico, molto simile a quello di Palazzo del Capitano nel centro storico. La facciata principale è caratterizzata da un corpo centrale, su tre livelli, simmetrico rispetto ai due campi laterali, e con essi definito a mezzo di lesene bugnate, che ne accompagnano tutto lo sviluppo verticale. Oltre che nelle lesene, il motivo del bugnato è presente al pianterreno, trattato con intonaco a fasce, spezzato in corrispondenza delle aperture. Il corpo centrale è a sua volta tripartito da un doppio ordine di lesene ioniche, corrispondenti a quelle ad arco ribassato, dell'ingresso delle due finestre laterali al pianterreno. Una chiusura a terrazza con balaustra in pietra fa emergere questo corpo rispetto agli altri, nella cornice e nella decorazione, i motivi ornamentali che articolano le superfici.
Villa D'Ovidio-Colalè
sorge lungo il viale Cappuccini, realizzata negli anni '20 da Pietro d'Ovidio, passata poi alla famiglia del radiologo Gaetano Colalè; l'edificio è caratterizzato da una torre angolare sul fronte principale e da un repertorio formale di chiaro gusto neogotico, per quanto riguarda l'aspetto dei portali e delle finestre
Villa Carabba-D'Amelio
detta anche Villa Macchia, sorge su una traversa del viale Cappuccini sud, alla periferia della città con la contrada Marcianese. Fu progetta all'inizio del Novecento da Adolfo e Gino Coppedè per conto di Rocco Carabba. Un lungo viale alberato esalta il carattere monumentale della struttura, riutilizzata dalla famiglia d'Amelio come abitazione e location di cerimonie; sono da notare lo scalone monumentale realizzato a imitazione di quelli rinascimentali dei palazzi veneziani, l'esterno caratterizzato dalla cornice di coronamento, costituita da una serie di mensole fortemente aggettanti che fungono da sostegno della gronda. Come altre ville lancianesi, la casa è composta da due corpi, uno quadrangolare, e un altro addossato più alto, realizzato a forma di torretta, con tetto spiovente, e corpo aggettante. Di grande interesse sul corpo a "L" dell'edificio è la presenza della cornice di sommità, realizzata con una teoria di sottili colonnine impostate su una fascia continua, e terminanti in grossi capitelli che fanno base d'appoggio della gronda. Il prospetto principale è articolato nei due blocchi sfalsati della L, quello rientrante è l'ingresso, ricavato sotto un grosso arco policentrico sospeso su peducci, e affiancato da due aperture assunte a seguire la curva dell'arco. Al piano superiore il motivo della triplice apertura si ripete, sotto un arco ribassato con al centro un balcone con ringhiera a filo di muro.
I prospetti laterali sono articolati da finestre rettangolari, singole oppure accoppiate, con davanzali e piattabande arcuate a sesto ribassato, inquadrate da mensole, al piano nobile le piattabande hanno anche chiavi di volta, tanto sulle finestre quanto sulle aperture e strette sui balconi, e anche qui con ringhiera a filo di muro.
Villa Sorge
si trova in via M. Eisenstein, nella parte a sud del viale Marconi a incrocio con piazza Edith Stein. La villa è divenuta famosa per essere diventata un campo d'internamento durante la seconda guerra mondiale, di prigioniere ebree. L'iniziativa ci fu il 27 giugno 1949 con l'entrata in guerra dell'Italia, la villa aveva 3 piani, 4 camere, ingresso, gabinetto e vano rustico, un primo piano con 5 camere, cucina, secondo piano con 3 vani. Il proprietario Filippo Sorge l'affittò alla Prefettura di Chieti, che la usò per l'internamento delle ebree a partire dal 15 settembre 1940, con 49 internate più 4 bambini. Importantissima è la testimonianza scritta dell'internata n. 6 ossia Maria Eisenstein, che soggiornò nella villa dal 4 luglio al 13 dicembre 1940; le donne nel campo erano addette alla pulizia, alla cucina, alle lezioni di lingua, al lavoro a maglia. Nel 1942 la villa divenne un campo di reclusione per i prigionieri di guerra, principalmente slavi e inglesi, oltreché di politici e manifestanti antifascisti. La villa oggi è privata, ma aperta su prenotazione per delle visite, nel 2018, presso il prato pubblico è stato realizzato un monumento alla "Deportazione dei Rom Sinti" nei campi nazisti di concentramento, con patrocinio del prof. rom Santino Spinelli.
Chiesa di San Pietro Apostolonel viale dei Cappuccini si affaccia sul Piazzale San Pietro, baricentro del quartiere con la Banca centrale di Lanciano; il tempio è la parrocchia del quartiere, costruita negli anni '50 sopra una piccola cappella ottocentesca, sempre dedicata al Santo. Nel 1954 la bolla arcivescovile del Monsignore Benigno Luciano Migliorini volle l'edificazione della chiesa, dando l'incarico di vicariato a don Nicola Pollidoro. La chiesa fu aperta nel 1957, con un edificio accanto destinato all'Azione Cattolica. Nel 1965 vi si insediarono i Cappuccini, e la chiesa divenne punto di riferimento nel popoloso quartiere dei Cappuccini, con numero attività dell'Azione e degli scout. Nel 1998 fu decorato il presbiterio con un dipinto gigantesco di Gesù salvatore tra anime e santi. La chiesa ha pianta rettangolare, esternamente semplice, realizzata in calcestruzzo e muratura in laterizio. Sulla destra della facciata a timpano triangolare si erge il campanile rettangolare. La navata interna è illuminata dai finestroni policromi istoriati. L'altare è in pietra della Majella, sulla parete di fondo si trova l'affresco di Peppe Candeloro del "Discorso della montagna" ossia una versione moderna di Gesù tra i fedeli.
Ex convento di San Bartolomeoposto lungo il viale dei Cappuccini (nominato così per la presenza della chiesa) accanto allo stadio comunale "G. Biondi", risale al 1334 circa. In un documento del 1459 precisa il luogo e attesta il possedimento al comune di Lanciano. Vi fu costruito un convento, che fu soppresso nel 1866 e usato come scuola e attualmente come casa di rposo, anche se il settore del refettorio fa ancora parte della diocesi. Durante la quaresima del 1575 arrivò a Lanciano il frate Giovanni Maria da Tufa che volle fondato il convento dei Cappuccini, che si fonderà con quello dei Filippini nel XVII secolo. Con il restauro della chiesa seicentesco, l'aspetto medievale cambiò in barocco. La chiesa rimase chiusa per una ventina d'anni dopo il terremoto del 1984; il restauro fu apportato agli arredi lignei, specialmente all'altare maggiore con tabernacolo in noce ed ulivo. Esso è un tempietto poligonale cui manca il retro, di 187 centimetri di altezza e 55 di profondità. La chiesa ha pianta rettangolare con semplice facciata a capanna, preceduta da un breve portico.

### Quartiere Sant'Antonio - Ospedale civile
Prende il nome dalla chiesa di Sant'Antonio di Padova, collegato con lo snodo principale di accesso alla città dalla strada nazionale dell'A14 (via per Fossacesia), passando per Treglio, ossia la moderna zona industriale della città. Le principali strade dono viale Sant'Antonio, viale Caduti di Nassiryia, via per Fossacesia, viale Sant'Antonio, via San Francesco, via Milano, via Bergamo, via del Mancino, via Dino Ciriaci.
Il quartiere si è sviluppato in maniera disomogenea negli anni '60, annettendo la principale via del Verde, nodo di collegamento con il quartiere Santo Spirito a sud. Fulcro del quartiere oltre alla chiesa è l'ospedale "Floraspe Renzetti", da cui parte la via del Mare che collega la città alle zone rurali a nord, verso San Vito Chietino e al quartiere Olmo di Riccio.
Collegato con la villa comunale, e con il quartiere Trento e Trieste, è una delle zone più vitali della città per uffici medici e zone commerciali.
Vie e piazze principali:

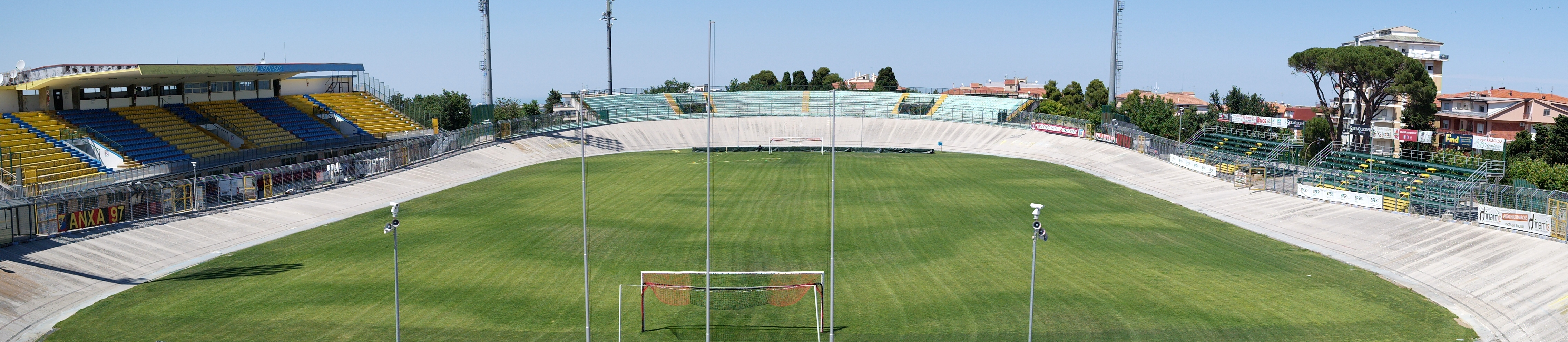
Lo stadio Biondi nel quartiere Cappuccini

- Piazza Sant'Antonio: vi si trova la chiesa di Sant'Antonio di Padova, con il vicino monumento a San Francesco, che funge da punto di biforcazione di via R. Perretti e via San Francesco
- Largo Quadrante: attraversato da via del Sangro e via del Moro, andando verso viale Caduti di Nassiriya, che porta al quartiere Piano della Fiera
- Largo del Mancino: zona abbandonata del calzaturificio Torrieri (costruito nel 1926 da Donato Villante), ora area di deposito dei bus Sangritana
- Via del Verde: una delle strade principali del quartiere, che da viale Santo Spirito, portano alla chieda di Sant'Antonio
- Via per Fossacesia: via parallela a via del Verde, che attraversa il piazzale Sant'Antonio e si immette nella rotatoria per raggiungere la viarnte 84 Frentana per San Vito Marina o la via per Treglio, per arrivare al quartiere Santa Rita.
- Via Milano e via Modena: nella zona dell'ospedale civile, sono a carattere residenziale, e conducono alla nuova stazione ferroviaria
- Via del Mare: storica strada del primo Novecento, dal quartiere Trento e Trieste, mediante il viale delle Rimembranze e via De Crecchio, permettono l'accesso al quartiere Olmo di Riccio e alla Variante 84 Frentana per San Vito Marina. Negli anni '70 e '80 è stata interessata dalla costruzione di vari condomini, nonché dalla struttura dei vigili del fuoco, dalla casa di cura "Villa Giulia" e dal nuovo liceo classico "Vittorio Emanuele II".

Il quartiere confina a est con il cimitero comunale.

### Chiesa di Sant'Antonio di Padova
Si trova in Piazzale Sant'Antonio di Padova, in una zona fino agli anni '60 libera dalle strutture moderne, comprendente una vasta piana, dove si svolgevano anche le fiere tradizionali di Lanciano. Oggi è compresa nel quartiere dell'ospedale, lungo il viale Sant'Antonio, importante snodo della città. La primitiva cappella dedicata a Sant'Angelo, fu ricostruita come convento dopo il 1427 per volere di san Giovanni da Capestrano, che celebrò la pace tra Lanciano e Ortona. La chiesa fu dedicata a "Santa Maria della Pace", e solo più avanti quando entrò nel possesso dei Cappuccini cambiò l'intitolazione a Sant'Antonio. Il convento ospitava un lanificio, una biblioteca, il refettorio e una scuola presbiteriale.
Nel XVII secolo fu restaurato in stile barocco, soppresso definitivamente nel 1866 dai piemontesi, infine fu danneggiato dai bombardamenti del 1943. La chiesa però venne presto restaurata, anche se gli interventi per un nuovo grande convento modificarono la facciata originaria e l'impianto, che diventò basilicale a croce latina, con bracci del transetto sporgenti e abside semicircolare con quattro finestre, seguendo lo schema della basiliche paleocristiane. Il campanile a slanciata torre, alta oltre 70 metri, fu inaugurato nel 1970, benedetto da papa Paolo VI.

### Quartiere Santo Spirito

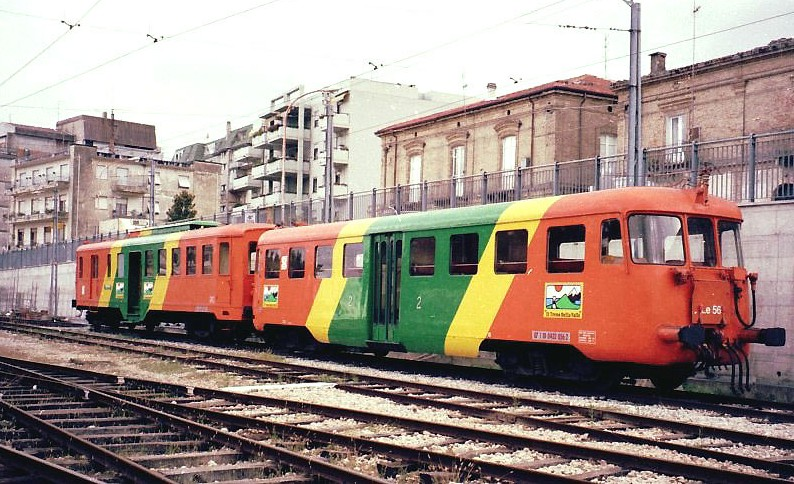
Treno della Valle presso i binari della vecchia stazione, e case del Borgo Santo Spirito

Storico sobborgo di Lanciano sviluppatosi nei primi anni del '900, con le case lungo via Santo Spirito e via del Mancino, a sud della stazione ferroviaria vecchia "Sangritana", prendendo il nome dall'ex monastero di Santo Spirito dei Padri Celestini, fondato nel XIII secolo dal beato Roberto da Salle, discepolo di papa Celestino V. Le vie principali sono viale Santo Spirito, via don Minzoni, via Mammarella, via del Mancino, via Ovidio, via Virgilio, via Michele De Pasqua, via del Verde, via di contrada Gaeta.
Il borgo ospita uffici amministrativi, alcuni poli scolastici superiori, la guardia medica e uffici amministrativi, nonché lo storico Istituto dei Sacri Cuori di Gesù e Maria, attivo dalla metà dell'800. Il moderno viale conduce alla periferia di contrada Gaeta, dove sono stati realizzati nei primi anni del 2000 i due principali centri commerciali di Lanciano.
Chiesa di Santo Spiritola chiesa fu fondata come abbazia da Pietro da Morrone, ossia Celestino V, nel XIII secolo, progetto poi messo in pratica dal seguace Roberto da Salle, che alla fine del Duecento fece fondare nei dintorni anche un monastero ad Atessa e a Vasto (l'attuale teatro comunale Rossetti). La chiesa, costruita vicino al Largo della Fiera di Lanciano, godette di grande importanza, come abbazia benedettina suffragata a San Giovanni in Venere, e convento fino al XVII secolo, era proprietaria di diversi feudi dell'entroterra frentano e di Lanciano, arrivava ad avere possedimenti anche nella vallata dell'Osento e del Trigno, quando tuttavia dopo il 1656 la peste rovinò per sempre la città, e quando le riforme di papa Innocenzo X andarono a colpire anche i padri Celestini. Da quel momento il convento andò in un lento declino, fino a che con le leggi napoleoniche e poi piemontesi nel 1866, il monastero fu requisito, solo la chiesa rimase attiva: la struttura venne ridimensionata, e il chiostro abbandonato.
Fino al XX secolo era ancora consacrata ancora come chiesa, fino alla sconsacrazione e all'uso di fabbrica di ceramiche e mattonelle negli anni '60. Un progetto voluto dai giovani di Lanciano, in accordo con il Comune e la Soprintendenza d'Abruzzo, ha permesso il restauro della chiesa, in stato di precarie condizioni, e alla riapertura nel 2010 sotto la forma di polo museale, ciò è stata la nuova sede del Museo civico archeologico di Lanciano che era ospitato in un palazzo del centro storico, l'attuale "Canadian Renaissance School" in via Cavour, mentre un'altra sala avrebbe accolto varie mostre culturali, la chiesa invece sarebbe stata auditorium pubblico.
L'area del convento si sviluppò intorno ai primi del Novecento, il feudo di Santo Spirito divenne un piccolo sobborgo adiacente alla stazione ferroviaria, e vi venne costruita una chiesa gestita dalle Suore Missionarie di Gesù Bambino, dedicata ai Sacri Cuore di Gesù e Maria, dotati di scuola elementare, oltre a varie abitazioni.

### Quartiere Santa Rita - Zona 167
Il più recente dei quartieri residenziali, conta oltre 8.000 abitanti, realizzato a partire dagli anni 80 da parte dell'Istituto Case Popolari per far fronte alla sovrappopolazione lancianese. Prima degli anni 80 la zona era poco abitata, e vi sorgevano le storiche Villa Carminello, oggi inglobata dal quartiere, e Villa Stanazzo. L'unica chiesa che esisteva, ancora oggi in via per Treglio, è quella dello Spirito Santo, eretta nel tardo Ottocento. Il quartiere Santa Rita è sede di uffici comunali, ufficio postale, strutture sportive (PalaMasciangelo per la pallavolo e Piscina Le Gemelle), esercizi commerciali, poli didattici e parchi pubblici. Si trova in un punto di vitale importanza per il traffico commerciale, stando a ridosso della strada nazionale che porta all'autostrada e alla nuova zona industriale Pagliaroni. Il nucleo centrale è Piazza Giovanni Paolo II con la parrocchia dello Spirito Santo, poi il vicino cinema "Ciakcity", ex Maestoso. Oggi il quartiere è pressoché frequentato per i grandi viali, per il complesso civico delle piscine "Le Gemelle", e per il trasferimento di varie scuole primarie e secondarie, tra cui la "Gabriele d'Annunzio".
Le vie principali sono: via per Treglio, via Francesco Paolo Masciangelo, via G. Sigismondi, via V. Bellisario, via Ippolito Sabino, Piazza Giovanni Paolo II (dove si affaccia la parrocchia dello Spirito Santo), via A. De Riseis, via Corrado Marciani. Confina a nord, con la contrada Villa Martelli, con cui ormai ha creato un nucleo unico ben unito.
Strutture principali
- Chiesa parrocchia dello Spirito Santo e di Santa Rita - piazza Giovanni Paolo II
- PalaSanta Rita: via Donato Villante
- Istituto superiore di I grado "Gabriele d'Annunzio" - via F.P. Masciangelo
- Sala del Regno dei Testimoni di Geova: via F.P. Maaciangelo
- Cinema "ex Maestoso": via Vincenzo Bellisario

### Quartiere Olmo di Riccio - Santa Giusta
Questo è il secondo quartiere popolare realizzato negli anni '60 nelle vicinanze del cimitero comunale, e delle campagne della zona nord di Lanciano, delle contrade Santa Giusta e Santa Liberata. Il quartiere deve la sua importanza alla presenza di istituti scolastici, come il liceo classico, cliniche private, carrozzerie, e dalla sua posizione a ridosso di via del Mare, rettilineo che porta all'ospedale e al cuore del centro di Lanciano. La parrocchia è quella del Sacro Cuore di Gesù.
Le vie principali sono: via del Mare, principale fonte di collegamento con il centro di Lanciano, via Panoramica, via del Mare (tratto finale), via Olmo di Riccio, via Napoli, via Firenze, piazza Sacro Cuore (dove si trova la parrocchia), via Ortona, via Santa Giusta.

### Parrocchia del Sacro Cuore di Gesù
Nel quartiere Olmo di Riccio, nel piazzale principale. La nascita della chiesa è legata a don Giuseppe Maiella che nel 1968 lasciò i suoi beni materiali in favore della chiesa di Sant'Agostino perché si costruisse una chiesa nel quartiere popolare di Olmo, ai margini della campagna di Santa Giusta. Con l'acquisto del terreno, nel 1984 iniziarono i lavori, terminati nel 1989. Venne sistemato il pavimento in granito e nel 1987 fu costruita la casa canonica. Nel 1990 la chiesa fu consacrata dal Monsignor Ezio d'Antonio. Ha stile moderno, forma trapezoidale con una serie di rientranze; le strutture portanti in cemento, le pareti tinteggiate. L luce all'interno è data da grandi finestroni. Il campanile separato è una torre in cemento armato, con un concerto di campane che ripropone quello della chiesa di Sant'Antonio.